# Kleine Oosterpolder
De Kleine Oosterpolder is een voormalig waterschap in de provincie Groningen.
Het waterschap lag ter weerszijden van het dorp Slochteren. De noordoostgrens lag op zo'n 300 evenwijdig aan het Slochterdiep en de Noordbroeksterweg (de strook tussen de kanaal en de weg werd ingenomen door de Groote Oosterpolder), de zuidoostgrens lag bij het Siepkanaal, de zuidwestgrens lag iets ten noorden van de Slochterveldweg en het verlengde daarvan tot 1,3 km voorbij de Groenedijk, de noordwestgrens lag bij een watergang met de naam de Kromte. De molen van de polder sloeg uit op het kanaal langs de Groenedijk die via het Tichelaarskanaal in verbinding stond met de Slochter Ae. Een deel van de polder lag in het kanaalwaterschap Siepkanaal. De eerste molen was een spinnenkop, die in 1866 werd vervangen door een grondzeiler.
Waterstaatkundig gezien ligt het gebied sinds 2000 binnen dat van het waterschap Hunze en Aa's.

## Trivia
De Kleine Oosterpolder was groter dan de ernaast gelegen Groote Oosterpolder.